# Могут ли воины обрести Царствие Небесное
«Могут ли воины обрести Царствие Небесное» (нем. Ob Kriegsleute auch in seligem Stande sein konnen) — трактат Мартина Лютера, написанный в 1525 году и посвящённый размышлениям над вопросом о том, является ли военное дело богоугодным.
В сочинении поднимаются темы природы светской власти, находит свое продолжение идея о двух царствах, изложенная ранее в другом его труде «О светской власти», а также развивается учение о справедливой войне, в последующем изложенное в трактате «О войне против турок». Трактат написан после встречи Мартина Лютера с дворянином и командиром ландскнехтов Аше фон Крамом и оформлен в качестве письма последнему во времена турецкого наступления на земли Священной Римской империи.

## Основные идеи

### Концепция справедливой войны
В своем сочинении Мартин Лютер исходит из двух посылок.
Первая из них заключается в том, что он разграничивает понятие службы (призвания) и личности, таким образом чётко отделяя социальную составляющую личности от её духовной составляющей. По его утверждению, полезная служба может быть испорчена плохой личностью или же человеком, уже имеющим иное призвание, как, например, если полномочия судьи будет осуществлять корыстолюбивый человек или купец.
Второй посылкой является тезис о том, что лишь оборонительная война, война, ведущаяся, дабы наказать бесправие и предотвратить ещё большее зло или бо́льшую войну, является праведной и справедливой, то есть санкционированной Богом и угодной ему:

…война — это не что иное, как маленький кратковременный раздор, который предотвращает вечную беспредельную вражду; маленькое несчастье, которое не дает произойти большой беде.

Суть сводится к тому, что воевать несправедливо; хотя может допускаться война равного против равного, то есть против имеющего такой же титул и веру. [Она оправдана], когда можно сказать: «Мой сосед заставляет и вынуждает меня воевать, но я предпочитаю действовать так, чтобы война могла называться не просто войной, а вынужденной защитой и необходимой обороной».

Понятие «справедливой войны» (нем. Gerechter Krieg) в последующем становится ключевым в философии Лютера и обосновании им борьбы с турками.
Исходя из данных посылок в рамках концепции «божественного призвания» Лютер указывает, что помимо «мирных» призваний (как, например, плотник или священник) существуют и такие, которые направлены на причинение вреда или смерти ближнему. Такими являются призвания судьи, выносящего смертный приговор, палача, исполняющего его, воина, убивающего врага. Но данное призвание только тогда божественно, когда служит благим целям: восстановлению справедливости (в отношении судьи или палача), защите страны и людей (в отношении воина). Таким образом, воин, участвующий в справедливой войне, исполняя свое божественное призвание, становится орудием Господа:

…рука, которая держит и применяет такой меч, уже не человеческая, а Божья рука, и не человек, а Бог вешает, колесует, обезглавливает, душит и воюет. Всё это — Его дела и Его Суд.

В результате Лютер называет воинское дело делом христианской любви, если оно служит защите добра, наказанию несправедливости и сохранению мира.
Именно поэтому, по мнению Лютера, церковные служители не должны принимать никакого участия в войне. Война меча — это исключительно призвание воинов, тогда как божественное призвание священников заключается в другом. Если же человек занимается службой, для которой он не предназначен, то данное служение не будет являться божественным и причинит только вред. Исходя из этого, Лютером критикуются идеи монахов-воинов и Крестовых походов.

### О природе светской власти и подчинении ей
Другой тезис Лютера заключается в том, что светская власть является Божьим установлением. Она создана Богом для того, чтобы сохранять мир и противиться войне («власть — служанка Бога»). Соответственно, люди должны подчиняться властям, поставленным над ними Богом:

…телом и имуществом они подчинены светской власти и обязаны быть послушными ей. Если они будут призваны светской властью к сражению, обязаны и должны они, следуя заповеди послушания, сражаться, — [не щадя] тела и преходящего имущества, — не как христиане, а как члены [человеческого сообщества] и зависимые, послушные люди. Когда они сражаются, то делают это не для себя, не ради себя, а ради службы и послушания власти, которой они подчинены; как писал святой Павел Титу: «Они должны повиноваться властям».

На вопрос, до́лжно ли свергнуть светскую власть, если она по сути является несправедливой и тиранической, Лютер отвечает отрицательно, обосновывая вывод суждением о том, что поставленное Богом может быть низвергнуто только им же. Большинство людей не может понять истинный замысел Бога, и любое самоуправство в сфере, дарованной свыше власти, представляет собой самосуд и влечёт за собой только ещё большие беды:

И если уж предстоит страдать от несправедливости, то лучше претерпевать страдания от властей, чем [оказаться в такой обстановке], когда власти страдают от подданных. Чернь не знает никакой меры и в каждом из [бесчисленной толпы] таится гораздо больше [зла], чем в пяти тиранах.

Таким образом, воин должен подчиняться своему господину (светской власти) и ни в коем случае не может поднять на него меч. Однако Лютер также подчёркивает, что из правила подчинения есть единственное исключение: если светская власть развяжет очевидно несправедливую войну, то воин должен отказаться служить ей, так как несправедливая война претит Богу.